# Streepkopstruikgors
De streepkopstruikgors (Arremon torquatus) is een zangvogel uit de familie Emberizidae (gorzen).

## Verspreiding en leefgebied
Deze soort telt 3 ondersoorten:
- A. t. torquatus: westelijk Bolivia.
- A. t. fimbriatus: centraal Bolivia.
- A. t. borellii: zuidelijk Bolivia en noordwestelijk Argentinië.